# New York Cosmos
El New York Cosmos fou un equip de futbol professional de la ciutat de Nova York que participà en la North American Soccer League.

## Història
L'equip es fundà l'any 1970 i es dissolgué el 1985. Les temporades 1977 i 1978 fou conegut simplement com a Cosmos. Va ser fundat pels germans Ahmet i Nesuhi Ertegün i pel president de la Warner Bros Steve Ross. El nom del club el creà Clive Toye, primer manager general del club, i s'inspirà en els New York Mets, que s'anomenaven amb l'abreviatura de Metropolitans, adoptant-se, de forma similar, l'abreviatura de Cosmopolitans, és a dir Cosmos.
Els colors del club foren primer el verd i groc de la selecció de futbol del Brasil, i posteriorment el blanc del Santos brasiler de Pelé.
L'equip participà en la Major Indoor Soccer League la temporada 1984–85, desapareixent després de 33 partits per la baixa assistència d'espectadors.

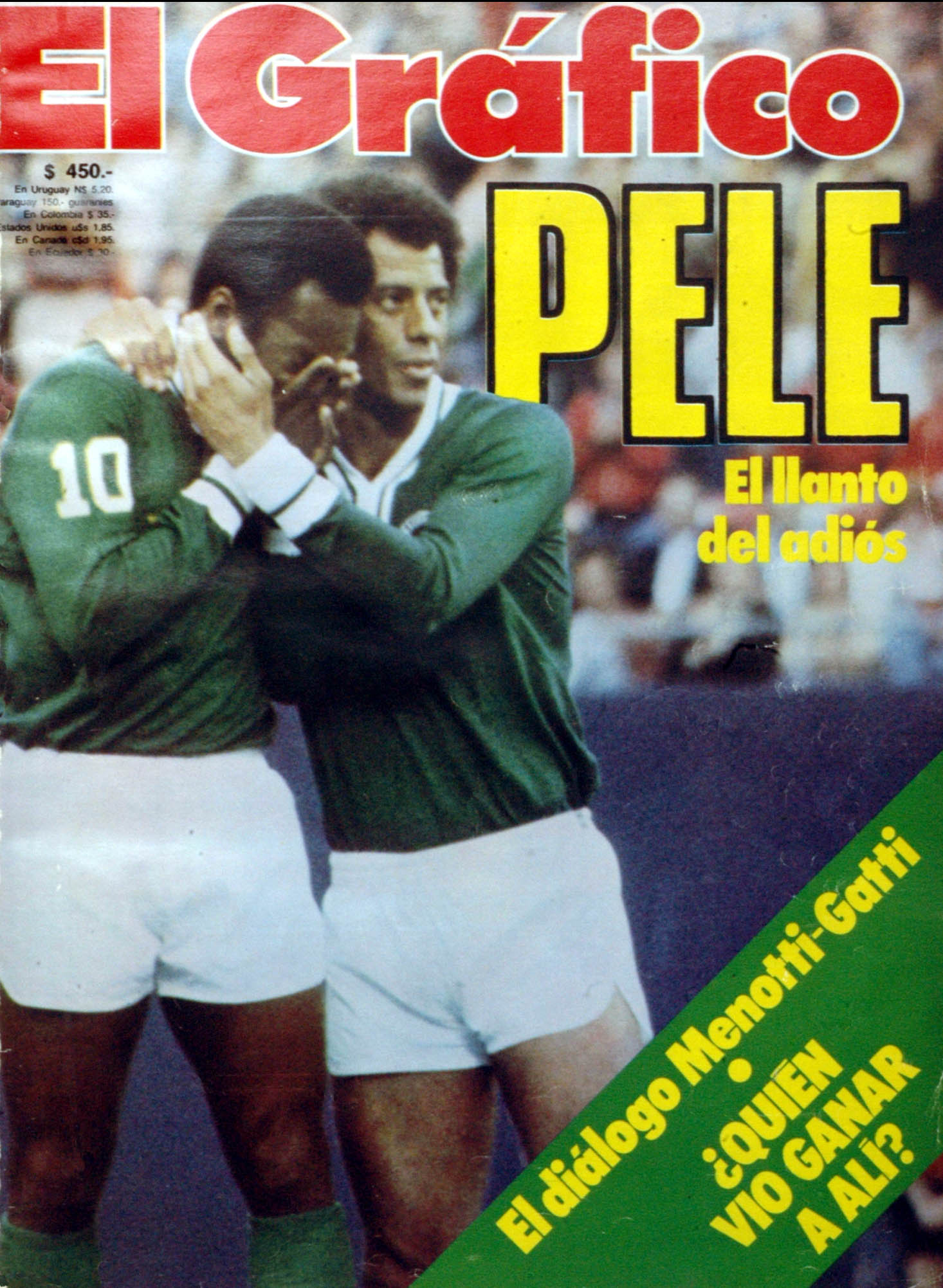
Pelé jugant al New York Cosmos.

## Estadis
- Yankee Stadium (1971, 1976)
- Hofstra Stadium (1972-1973)
- Downing Stadium (1974-1975)
- Giants Stadium (1977-1985)

## Palmarès
- North American Soccer League:
  - 1972, 1977, 1978, 1980, 1982
- Títols de divisió:
  - 1972 Northern Division
  - 1978 Eastern Division, National Conference
  - 1979 Eastern Division, National Conference
  - 1980 Eastern Division, National Conference
  - 1981 Eastern Division, National Conference
  - 1982 Eastern Division
  - 1983 Eastern Division
- Trans-Atlantic Cup:
  - 1980, 1983, 1984

## Entrenadors
- Gordon Bradley 1971-75
- Ken Furphy 1976
- Gordon Bradley 1976-77
- Eddie Firmani 1977-79
- Ray Klivecka 1979
- Julio Mazzei 1980
- Hennes Weisweiler - Yasin Özdenak 1980-81
- Julio Mazzei 1982-83
- Eddie Firmani 1984

## Futbolistes destacats
- Charlie Aitken (1976-77)
- Carlos Alberto (1977-80, 1982)
- Franz Beckenbauer (1977-80, 1983)
- Vladislav Bogićević (1978-84)
- Ivan Buljan (1981-82)
- Roberto Cabañas (1980-84)
- Marinho Chagas (1979)
- Giorgio Chinaglia (1976-83)
- Dave Clements (1976)
- Rick Davis (1978-84)
- Keith Eddy (1976-77)
- Andranik Eskandarian (1979-84)
- Tony Field (1976-77)
- Terry Garbett (1976-79)
- Stephen Hunt (1977-78, 1982)
- Godfrey Ingram (1979)
- Shep Messing (1973-74, 1976-77)
- Ramon Mifflin (1977-83)
- Johan Neeskens (1979-84)
- Yasin Özdenak (1977-79)
- Pelé (1975-77)
- Julio César Romero 1980-83)
- Bobby Smith (1976-79)
- Jomo Sono (1977)
- Mordechai Spiegler (1974-77)
- Brian Tinnion (1976)
- Dennis Tueart (1978-79)
- Władysław Żmuda (1984)
- Everald Cummings (1972-1973)
- Carlos Caszely (1984-1985)

## Assistència d'espectadors
- 1971 - 4.517
- 1972 - 4.282
- 1973 - 5.782
- 1974 - 3.578
- 1975 - 10.450
- 1976 - 18.227
- 1977 - 34.142
- 1978 - 47.856
- 1979 - 46.690
- 1980 - 42.754
- 1981 - 34.835
- 1982 - 28.479
- 1983 - 27.242
- 1984 - 12.817